# Кледи Кадију
Кледи Кадију (алб. Kledi Kadiu; 28. октобар 2003) албански је пливач чија специјалност су трке слободним стилом. 

## Спортска каријера
Кадију је дебитовао на међународној пливачкој сцени са непуних 16 година, а прво велико такмичење на коме је наступио је било светско сениорско првенство у великим базенима у корејском Квангџуу 2019. године. У Кореји је пливао у квалификационим тркама на 100 слободно (80. место) и 200 слободно (57. место). Месец дана касније по први пут је анступио и на Јуниорском првенству света  одржаном у Будимпешти где му је најбољи резултат било 31. место у квалификацијама трке на 200 слободно (у конкуренцији 84 пливача).